# اعتبارنامه
اعتبارنامه یا اعتبار اسنادی یا ال سی (به انگلیسی: Letter of Credit یا LC) تعهدی از بانک است که به خریدار و فروشنده داده می‌شود و تعهد می‌شود که میزان پرداختی خریدار به فروشنده به موقع و با مبلغ صحیح به دست فروشنده خواهد رسید. بانک همچنین به نیابت از خریدار که نگهدارنده اعتبارات اسنادی است تا زمان دریافت تائیدیه که کالاهای خریداری شده حمل شده‌اند وجه را پرداخت نخواهد کرد.
اعتبارنامه یک سند مالی صادره از یک نهاد مالی و عمدتاً توسط یک بانک، در درجه اول اعتبار در امور مالی بازرگانی استفاده می‌شود، که معمولاً تعهد پرداخت قطعی را فراهم می‌کند.
اعتبارنامه همچنین می‌تواند تضمین پرداخت برای یک معامله باشد، به این معنی که بازخرید نامه اعتبار صادرکننده‌است. ال‌سی در درجه اول اولویت، در معاملات تجاری بین‌المللی از ارزش قابل توجهی استفاده می‌شود، برای معاملات بین یک فروشنده در یک کشور و یک مشتری در کشور دیگری. در چنین مواردی، اتاق بین‌المللی بازرگانی، برای اعتبارات اسنادی شامل قوانین UCP که در حال حاضر (UCP ۶۰۰ آخرین نسخه) مورد تأیید می‌باشد. نیز در روند توسعه زمین‌های شهری، مورد استفاده قرار می‌گیرد تا اطمینان از ساخت و ایجاد امکانات مورد تأیید عموم (خیابان‌ها، پیاده‌روها و غیره) حاصل خواهد شد.

## تعریف
اعتبارنامه سندی است که غالباً توسط موسسات مالی صادر می‌شود، و به‌طور عمده در امور پولی تجارت مورد استفاده قرار می‌گیرد. ال‌سی در واقع تعهدی (غیرقابل فسخ/قابل فسخ) برای پرداخت مقداری پول است.
اعتبارنامه در تجارت بین‌الملل، برای معاملات بین فروشنده از یک کشور و خریدار از کشوری دیگر اهمیت فراوانی دارد و شامل ذی‌نفع (شخص یا شرکت فروشنده)، بانک یا موسسه مالی صادرکننده (از طرف شخص خریدار)، بانک ابلاغ‌کننده (از طرف شخص ذی‌نفع) می‌گردد. 

## اصطلاحات
- دموراژ: هزینه معطلی کشتی و نقطه مقابل دیسپچ.
- سورشارژ: هزینه اضافی که به کرایه حمل تعلق می‌گیرد.
- کابوتاژ: حمل کالا از یک نقطه کشور به نقطه دیگر کشور از راه دریا یا رودخانه‌های مرزی.

## کارکرد

### اعتبار اسنادی (Documentary Letter Of Credit)
در این روش ارسال کالا از سوی فروشنده تنها پس از ابلاغ اعتبار اسنادی مورد قبول وی انجام خواهد شد. و دریافت وجه توسط فروشنده، تنها در ازاء ارائه اسناد مطابق با شرایط اعتبار امکانپذیر است.
وقتی پرداخت از طریق سیستم بانکی صورت گیرد، بانک در این حالت به عنوان واسطه عمل می‌کنند و از آنجا که بانک‌ها با اسناد سروکار دارند و تنها اصالت اسناد را تا حدی معقول بررسی می‌کنند اصل کالا معمولاً کنترل نمی‌شود مگر اینکه بازرسی‌های مختلف قبل و بعد از حمل از سوی خریدار درخواست شده باشد. در صورت ارائه اسناد، مطابق با آنچه که از قبل مشخص شده بود، بانک‌ها پرداخت را انجام خواهند داد.
این شیوه بیشتر به نفع فروشنده است زیرا خریدار هیچ کنترلی بر کالا ندارد و حتی امکان دارد فروشنده قبل از ارسال کالا اسناد حمل را به بانک ارائه و وجه اسناد را دریافت نماید. که البته راه‌های بسیاری برای جلوگیری از این موضوع وجود دارند و خریدار این امکان را دارد که شرایطی را در اعتبار اسنادی بگنجاند و حتی المقدور ریسک‌های موجود را کمتر کند.
در این حالت ریسک عدم دریافت وجه برای فروشنده حذف می‌شود و خریدار با در نظر گرفتن شرایط سختگیرانه در اعتبار، از دریافت کالا مورد نظر، اطمینان حاصل می‌کند. در اعتبار اسنادی، فروشنده حتماً باید شرایط مندرج در اعتبار را برای تنظیم و ارسال اسناد و حمل کالا رعایت کند.

## برخی از اسناد مربوط به اعتبارنامه
- قرارداد گشایش اعتبار اسنادی (نمونه قرارداد)
- اسناد مالی
  - حواله
- اسناد تجارتی
  - صورت‌حساب، فهرست بسته بندی
- اسناد تحویل کالا
  - اسناد حمل و نقل، بیمه، اسناد دفتری یا تجارتی
- اسناد دفتری
  - مجوز، تصدیق سفارت، گواهینامه کشور مبدا، گواهینامه بازرسی
- اسناد حمل نقل
  - صورت حساب بارنامه، صورت حساب هوایی، رسید کامیون، رسید راه آهن و...
- اسناد بیمه
  - بیمه نامه

## خطرات استفاده از اعتبارنامه

### خطر کلاه‌برداری
- شخص ذی‌نفع ممکن است با جعل اسناد مربوط به حمل بدون تحویل کالا به خریدار پول را دریافت کند.
- حتی ممکن است متن خود اعتبار اسنادی دستکاری و جعل شود.

### ریسک محدودیت‌های حکومتی
- اجرای اعتبارنامه ممکن است با ممانعت حکومت‌ها (مثلاً در شرایط تحریم) متوقف شود.

### بلایای طبیعی
اجرای قرارداد ممکن است بر اثر فجایع طبیعی یا جنگ متوقف شود.

### ریسک برای درخواست دهنده اعتبارنامه
- عدم تحویل کالاها
- تحویل ناقص
- تحویل کالای نا مرغوب
- تحویل زود یا دیر هنگام
- خرابی کالا در حین انتقال
- مشکلات مربوط به مبادلات ارزی
- مشکل در بانک صادرکننده یا دریافت‌کننده
- دزدیده شدن

### ریسک برای بانک صادرکننده
- ورشکستگی درخواست دهنده ال‌سی.
- خطر کلاهبرداری، محدودیت‌های حکومتی

### ریسک برای شخص ذی‌نفع
- ناتوانی در فراهم آوردن شرایط ال‌سی

ناتوانی یا * تاخیر
.

### ریسک تجارت بین‌الملل
- خطر تغییر در نرخ ارز

## خریدار یا متقاضی، Applicant, Buyer, Importer
طرفی که اعتبار به تقاضای وی گشایش می‌شود.

## ذی‌نفع یا فروشنده، Beneficiary, Seller, Exporter
طرفی که اعتبار به نفع او گشایش شده‌است.

## بانک گشایش‌کننده Issuing Bank) I.B)
بانکی که بنا به تقاضای خریدار/متقاضی، یا از طرف خود اقدام به گشایش اعتبار می نماید.

## بانک ابلاغ‌کنندهAdvising Bank) A.B)
بانکی است که بنا به تقاضای بانک گشاینده، اعتبار را ابلاغ می نماید.

## بانک تعیین شده Nominated Bank) N.B)
بانکی که اعتبار نزد آن قابل استفاده است که می‌تواند همان بانک Issuing Bank) I.B) باشد یا Advising Bank) A.B) یا حتی بانکی دیگر.

## بانک تاییدکننده Confirming Bank) C.B)
بانکی که بنا به درخواست یا مجوز بانک گشاینده، یا به تقاضای ذی‌نفع(به تقاضای ذی‌نفع بدون اطلاع به بانک گشاینده) تأیید خود را بر اعتبار می افزاید.

## بانک پوشش دهنده Reimbursing Bank) R.B)
بانکی که به تقاضای بانک گشاینده نسبت به پوشش اعتبار به منظور پرداخت وجه اقدام می نماید. (معمولاً زمانی استفاده می‌شود که بانک گشاینده اعتبار نزد بانک ابلاغ‌کننده که در کشور فروشنده است حساب ندارد و کار پرداخت وجه اعتبار را از طریق بانکی دیگر که بانک پوشش دهنده نامیده می‌شود انجام می‌دهد.) منبع-www.wikirahnama.com-مطالعه متن کامل مقاله